# Leonardo De Mitri
Leonardo De Mitri (Mola di Bari, 31 agosto 1914 – Ravenna, 16 luglio 1956) è stato un regista, sceneggiatore e critico cinematografico italiano.

## Biografia
Alla metà degli anni trenta si trasferisce a Roma, si occupa di critica cinematografica e cronache dello spettacolo, scrivendo tra l'altro per Il Globo e il periodico Il Successo, collaborando a soggetti e sceneggiature per alcuni film del dopoguerra. 
Nel 1949 si affianca come aiuto regista a Francesco De Robertis nel film Il mulatto. Debutta come regista nel 1950, con la pellicola Angelo tra la folla, partecipa ad alcuni film anche come attore e lavora nella produzione di 13 pellicole. 
Nel corso delle riprese del suo ultimo film, Moglie e buoi..., che si svolgevano a Ravenna, il regista fu colto da malore e trasportato in ospedale, dove morì poco dopo per infarto.

## Filmografia

### Regia e sceneggiatore
- Angelo tra la folla (1950)
- Verginità (1951)
- L'angelo del peccato - co-diretto con Vittorio Carpignano (1952)
- Cani e gatti (1952)
- Martin Toccaferro (1952)
- Piovuto dal cielo (1953)
- Altair (1955)
- Moglie e buoi... (1956)

### Sceneggiatore
- Femmina incatenata, regia di Giuseppe Di Martino (1949)

### Attore
- Marechiaro, regia di Giorgio Ferroni (1949)
- I fuorilegge, regia di Aldo Vergano (1950)